# Nyilvánosság
A nyilvánosság vagy közszféra egy adott társadalom szabad polgárainak összessége, illetve az az intézményesített társadalmi tér, amelyben ezek a polgárok a gyülekezés, egyesülés és szabad szólás jogát és a politikai intézmények feletti ellenőrzést gyakorolják (közélet). A közszférától elkülönül a magánszféra, a családi élet közösségek tere. A nyilvánosság képezi a modern jogállamokban a társadalmi kommunikáció alapját.
A nyilvánosság fogalmának tudományos vizsgálatát Jürgen Habermas német szociológus kezdte meg A társadalmi nyilvánosság szerkezetváltozása (Strukturwandel der Öffentlichkeit. Untersuchungen zu einer Kategorie der bürgerlichen Gesellschaft, Neuwied, 1962) című klasszikus művében.

## Története
Jürgen Habermas a társadalmi nyilvánosság vizsgálatának talán legismertebb alakja. Művei közül kiemelkedő „A társadalmi nyilvánosság szerkezetváltozása”, valamint a „Vizsgálódások a polgári társadalom egy kategóriájával kapcsolatban” című tanulmánya.
A nyilvános és nyilvánosság kifejezésekkel kapcsolatban a szóhasználat versengő sokféleségét regisztrálhatjuk. Ezek különböző történelmi korszakokból származnak.
A nyilvánosság: a társadalmi kommunikáció rendszerének egyik központi kategóriája. Egységes felfogásáról történelmi alak- és jelenségváltozásai miatt nem beszélhetünk. Főnévként egy adott társadalom, vagy valamely kisebb földrajzi tér szabad polgárainak összességét jelenti, de értelmezéseit erősen befolyásolták egyebek mellett a demokráciaelméletek is. A modern polgári nyilvánosság egy olyan képződmény, amelyben az emberek szabadon egyesülhetnek, eszméket cserélhetnek, megnyilatkozhatnak. Általuk válik a kormány a „köz egésze” által elszámoltathatóvá. A nyilvánosság általában fogalmi „teret” jelöl, amely a nyilvános vita nyílt színteréül vagy fórumaként szolgál. A tér szabadon elérhető, a társadalom „alapja” és „csúcsa” között helyezkedik el és a közvetítés a kettő között zajlik. Az alapot magánszférának is tekinthetjük, amely az egyes állampolgárok életének a tere, míg középen vagy legfelül elhelyezkedő politikai intézmények a közélet részét alkotják. A demokrácia kibontakozásának leírásában a közszféra első változatát a 18. századi kávéház vagy vitakör képviseli. A polgári nyilvánosság kialakulása szorosan összefügg az individualizmus (az egyéniség érdekeit a társadaloménál magasabb szintre emelő irányzat) megjelenésével, a polgárság önszerveződésével. Általánosságban a polgárok által létrehozott nyilvánosság feladata a kormány folyamatos „ellenőrzése”a közvélemény révén. Ennek a helyzetnek a torzulását írta le Jürgen Habermas könyvében.
E modell a 20. századra összeomlott. Az elitek személyközi eszmecseréjét a média váltotta fel. A tömegmédiumok manipulációja inkább akadályozza a közönség racionális véleményalkotását, mintsem elősegítené azt. A többi értelmezés tükrében a közvélemény a társadalmi kommunikáció, a nyilvános kommunikáció tere és fóruma, mely személyek, csoportok és szervezetek között zajlik.
A nyilvánosság szereplői
Közérdekű fontosnak vélt témákat vetnek fel, és azokról nyilvános véleménycsere folyik. A közérdekű kérdésekről nyilatkozók és a közéleti vitákban részt vevők száma elvileg korlátlan. A szabad nyilvánossághoz mindenkinek hozzá kell férnie, a részvétel sem státuszhoz, sem pozícióhoz nem köthető, és a megnyilatkozás semmilyen speciális szaktudást nem igényelhet. A nyilvános kommunikáció elvileg laikusok kölcsönös interakciója, fontos ismérve a közérthetőség, általános érdekű kérdésekről kell folynia. A szűkebb körnek szóló közlések és viták esetében korlátozott nyilvánosságról beszélhetünk: általában azonban a nyilvánosság fogalmának ellentmond a nyilvánosság szűkítése, amikor bizonyos kérdések megtárgyalása nem történhet meg széles nyilvánosságban. A társadalmi nyilvánosság szerkezetét mindig az uralmi viszonyok szabták meg.

### Az antik görög nyilvánosság
Az intézményesített közélet az ókori görög demokratikus városállamokban, majd ezek mintájára az ókori Római Köztársaságban valósult meg először. Ennek tere az agora, illetve a rómaiaknál a fórum volt. A közéletet élesen elhatárolták a magánélettől. A nyilvános tereken folyó közéletben csak a társadalom kisebb csoportja, a szabad jogállású felnőtt férfiak vehettek részt, nekik viszont ez nemcsak joguk, hanem kötelességük is volt. A közügyekben való részvétel nem függött a szabad férfi vagyoni helyzetétől. A  város (görögül polisz) nyilvános terén a közélet személyes beszélgetések, véleményformálás, hírcsere, különböző érdek- vagy véleménycsoportok vitái, össznépi tanácskozás, bíráskodás, katonai edzések, sportversenyek, a városvezetők nyílt vagy titkos választása formájában zajlott. Mindezt együtt a politika, azaz „a város ügyei” kifejezéssel jelölték (görögül politiké a polisz szóból).

### Reprezentatív-demonstratív nyilvánosság
A rendi társadalom viszonyai, a reprezentatív-demonstratív nyilvánosság a feudalizmusban meghatározó volt. A nyilvánosság eleve a politikai jogokkal rendelkező rendre volt korlátozva, s azon belül is a hatalom, az udvar közelében élők köre volt a nyilvánosság elsőrendű szereplője. Ez a nyilvánosság kifejezte a hatalom és a gazdagság fokozatait, megjelenítette a társadalmi, valamint az uralkodó renden belüli erőviszonyokat. Az udvari-lovagi nyilvánosság, amely inkább az ünnepnapokon, mint a törvényhozás napjain bontakozik ki teljesen, nem a politikai kommunikáció világa. A feudális tekintély társadalmi státuszt jelez.
A korai feudalizmustól az abszolutizmusig terjedő időszakának jellemző sajátossága, hogy modern értelemben vett nyilvánosság még nem létezett. Nem volt ugyanis olyan magánjogilag rögzített státusz, amelyből a magánszemélyek nyilvánossága előléphetett volna. A nyilvános és magánélet közötti ellentét szintén nem jelent meg. A rendi társadalom egyik jellemzője, hogy a reprezentatív nyilvánosság egyáltalán nem a magánélettől elválasztott terület. Vagyis a nyilvánosság nem társadalmi terület, hanem a státusz ismertetője.
A feudalizmust általánosságban a közbirtoklás jellemezte, a kút, a piactér és a nyilvános közbirtok együttes használata. A földesúri viszonyok pedig a nyilvánosság magját képezték.  A reprezentáció a személyes jelképekben is megjelent, úgymint a hatalmi jelvényekben (fegyverek) a habitusban (öltözet), a taglejtésben (köszönés) és a retorikában (megszólítás). Mindezt összehangolta az uralkodók és az egyház (együtt)működésen alapuló gyakorlata. A nemesi viselkedés kódexe az arisztotelészi fő erények keresztény formája volt, amely erények a lovagi tornákon, a bajvívásokon, a különböző ünnepeken és a törvénykezés napjain jelentek meg fizikai valóságukban. A lovagi normák az uralkodótól a legszegényebb lovagig egyaránt mindenkire vonatkoztak.
A 17. századra a reprezentatív nyilvánosság meglehetősen átstilizálódott. Ennek egyik oka a humanizmus volt. A nyilvánosság színtere egyre inkább az udvarba helyeződött át, amelynek legjobb példája a barokk ünnepély. A reprezentatív nyilvánosság még egy ideig természetesen uralkodó helyzetben maradt. A polgári társadalom létrejöttét több esemény megtörténte feltételezte. Ilyenek voltak:
- az Angol Bank megalapítása, (a kapitalizmus új fejlődési fokát jelezte), 
- az előzetes cenzúra intézményének megszüntetése, ami lehetővé tette, hogy az okoskodás behatoljon a sajtóba, és azt olyan eszközzé változtassa, amely segítségével a politikai döntéseket a közönség „új fóruma elé lehet vinni”. 
- az első kormány, amely új stádiumot jelentett a parlamenti fejlődésben, s egyike volt a kezdő lépéseknek az államhatalom parlamentarizálódásának hosszú útján.

### Polgári nyilvánosság
A modern polgári nyilvánosság
A 18. század végére Európa nyugati részén polgári társadalmak jöttek létre. Az állam és a társadalom különválásával pedig megteremtődtek a modern polgári politikai nyilvánosság fórumai. A kettéválás következtében megkezdődött a „leszakadt társadalmak” megosztása. A nyilvánosság a közösséggé szerveződött magánemberek vitatkozó közössége lett, amely a magánszférát érintő döntések és információk nyilvánossága mellett harcba szállt azért is, hogy a kormányzati tevékenység nyilvános kommunikáció és vita tárgya legyen.
A sajtó és a magánemberek megszerveződő közössége szintén egymásra talált, s közös érdekeik érvényesítését sikerült elérniük az állammal szemben. Természetesen az adott kor társadalmai, különböző osztályai, rétegei és egyéb társadalmi csoportok esetében e lehetőségeknek csak egy része vált valósággá.
A liberalizmus legfőbb „programja”, hogy a közvéleményben nem lesznek szerkezeti ellentétek, hogy önálló politikai hatalomként lesz képes szabályozni a közérdeket, megteremteni a közjót, sorra illúziók maradtak. Ennek okát részben a sajtó révén kibővülő nyilvános érintkezés nyomán megszűnő hármasság (a vagyon, a műveltség és a nyilvánosságban való részvétel) hiányával lehet magyarázni.
A nyilvánosság, amelyek e szükségletek kielégítésére vonatkozó követeléseket kellett közvetítenie, egyre inkább az érdekküzdelmek színterévé vált. A 19. századot a gazdasági haszon, és nem a publicitás elve érdekelte, ami által a kritikai nyilvánosság bomlásnak indult. A közvélemény tetszőlegesen irányíthatóvá, manipulálhatóvá válik, a nyilvánosság pedig önkényesen ellenőrizhető lesz. Miután az állam és a társadalom lassan összefonódott, a hangsúly a parlamentről egyre inkább a közigazgatásra, a pártokra és az érdekszövetségekre helyeződött. S miközben a pártok önállósodtak a parlamentekkel szemben, el is szakadnak szavazóiktól, így ahelyett, hogy a nép érdekében tevékenykedtek volna, az akarat kialakításának puszta eszközeivé váltak azok kezében, akik a pártapparátusokat uralták.
A 20. századra a nyilvánosságot immáron előállították, pusztán a kultúrát fogyasztók nyilvánossága lett (refeudalizált nyilvánosság). A nyilvánosságnak ez a szerkezetváltozása azt is eredményezte, hogy csak a magas kultúrával való kapcsolatban fejleszthette az egyén szellemiségét, a tömegkultúra fogyasztására viszont semmilyen nyomot nem hagyott benne. Ezáltal inkább félrevezetnek, mintsem „a józan ész” nyilvános használatára ösztönöznének. Az ilyen nyilvánosság pedig elveszti kapcsolatát a politikával, miáltal többé nem képes döntésekben való aktív állampolgári részvétel hordozója lenni.
Ezzel szemben a modern polgári nyilvánosság kiindulópontja a kereskedelmi és magánlevelezés, a hírlevelek, az információáramlás megszervezése. E típus csak a nyilvános kommunikáció színtere, aminek alapja a cserén nyugvó magánszféra kialakulása. Benne közönséggé szerveződött magánszemélyek érhetik el a magánszférát érintő döntések és információk nyilvánosságát, amely a kormányzati tevékenységet a nyilvános kommunikáció tárgyává teszi. Létrejöttének feltétele a társadalom és az állam különválasztásában keresendő, hordozója pedig a vagyonnal és műveltséggel rendelkező polgárság. Az újságok és könyvkiadás rohamos fejlődése gyökeresen új helyzetet teremtett a nyilvánosság számára. A hagyományos sajtó s hírügynökségek hálózatai mellett megjelentek az elektronikus médiumok, mint a tömeges politikai véleményformálás rendkívül hatékony eszközei.
A médiabirodalmak megjelenésével a politikai közösséggé alakuló polgári nyilvánosság fokozatosan vesztette el eredeti függetlenségét. A szabad nyilvánosság törvényszerűen alakult át hatalommal áthatott, manipulált nyilvánossággá.

#### A nyilvánosság formai és tartalmi oldala
A tömegkommunikációs eszközök nyitottsága, illetve a publicitás egyenként szükséges, de nem elégséges feltételei a polgári nyilvánosságnak, mivel az információknak nemcsak elérhetőknek, hozzáférhetőknek, hanem megismerhetőnek is kell lenniük a nagyközönség számára. Éppen ezért fogalmilag el kell különítenünk a nyilvánosság formai és tartalmi oldalától. Előbbi kifejezés arra utal, hogy a közéletileg fontos és aktuális témák közül mi közelíthető meg a nagyközönség számára, utóbbi pedig arra ad magyarázatot, hogy vannak olyan kérdések, amelyek egyáltalán nem kaphatnak publicitást a gyakorlatban. A kifejezések tehát a nyilvánosság tartalmainak a valósághoz fűződő viszonyait jelzik. S bár a modern nyilvánosság politikai töltetűvé vált, mégis vannak olyan témák, amelyek még sokáig ismeretlenek maradnak előttünk.